# Rio Grande Blood
Albums de Ministry
Rantology
(2005) Rio Grande Dub
(2007)
Rio Grande Blood est le dixième album du groupe Ministry sorti en 2006.
Il poursuit sur la lancée de Houses of the Molé, avec une orientation thrash metal et des paroles anti-Bush.

## Liste des titres
| No  | Titre                                   | Durée |
| --- | --------------------------------------- | ----- |
| 1.  | Rio Grande Blood                        | 4:24  |
| 2.  | Señor Peligro                           | 3:38  |
| 3.  | Gangreen (featuring Sgt. Major)         | 6:00  |
| 4.  | Fear (Is Big Business)                  | 4:52  |
| 5.  | LiesLiesLies                            | 5:16  |
| 6.  | The Great Satan (Remix)                 | 3:10  |
| 7.  | Yellow Cake                             | 4:35  |
| 8.  | Palestina                               | 3:18  |
| 9.  | Ass Clown (featuring Jello Biafra)      | 6:42  |
| 10. | Khyber Pass (featuring Liz Constantine) | 7:32  |
| 11. | Untitled                                | 0:04  |
| 12. | Untitled                                | 0:06  |
| 13. | Sgt. Major Redux (featuring Sgt. Major) | 1:45  |